# Drosophila pasochoensis
Drosophila pasochoensis är en tvåvingeart som beskrevs av Ana I. Vela och José Albertino Rafael 2001. Drosophila pasochoensis ingår i släktet Drosophila och familjen daggflugor.

## Utbredning
Artens utbredningsområde är Ecuador.